# Elisabeth Schiøtt
Sophie Marie Elisabeth Schiøtt, född 12 december 1856 i Köpenhamn, död 19 april 1938 i Köpenhamn, var en dansk målare.
Hon var dotter till konstnären Heinrich August Georg Schiøtt och Marianne Ogilvie. Schiøtt studerade för Vilhelmine Bang vid P.S. Krøyers och Laurits Tuxens Skole därefter studerade hon vid Akademiets Kunstskole for kvinder i Köpenhamn 1888–1891 och under vistelser i Paris och Nederländerna. Schiøtt var verksam som landskapsmålare och vistades längre perioder på Nordsjälland och Gotland där hon målade av landskapet och kustlinjerna. Hon medverkade från 1888 i en rad danska samlingsutställningar bland annat Kunstnernes Efterårsudstilling, Kvindernes Udstilling och på Charlottenborg samt några utställningar i Sverige.